# Exoprosopa brevistylata
Exoprosopa brevistylata är en tvåvingeart som beskrevs av Samuel Wendell Williston  1901. Exoprosopa brevistylata ingår i släktet Exoprosopa och familjen svävflugor. Inga underarter finns listade i Catalogue of Life.